# Champs de ténèbres
 (mai 2012).
Si vous disposez d'ouvrages ou d'articles de référence ou si vous connaissez des sites web de qualité traitant du thème abordé ici, merci de compléter l'article en donnant les références utiles à sa vérifiabilité et en les liant à la section « Notes et références ».
Champs de ténèbres est un roman d'Alan Glynn, publié en 2001. Il a inspiré le film Limitless.

## Résumé
Eddy Spinola éprouve les pires difficultés à réussir professionnellement et sentimentalement. Sa rencontre avec son ex-beau-frère, Vernon Gant, ancien dealer, va changer sa vie : voyant le désespoir d'Eddie, il lui offre une pilule de MDT, qu'il lui présente comme un nouveau médicament prochainement en vente et qui permet d'utiliser en totalité ses facultés mentales. Les effets du MDT sur Eddie dépassent ses espérances et le conduisent à une nouvelle vie.

## Différences avec le film
L'histoire du livre et celle du film sont ressemblantes mais la façon dont se déroulent certains passages et l'issue de l'intrigue diffèrent.
Dans le roman, en filigrane de l'intrigue principale, les relations entre les États-Unis et le Mexique (accusé entre autres choses d'être devenu un narco-État corrompu et incontrôlable) sont très tendues. L'idée d'une invasion du Mexique par les États-Unis est régulièrement discutée, autant sous l'angle de la sécurité que de la destinée manifeste, jusqu'à semble-t-il la mise en œuvre d'un plan d'invasion à la fin du roman.
D'autre part, si dans le film Eddie Morra parvient à développer ses propres moyens de fabrication de MDT, il se fait voler dans le roman tout son stock par le laboratoire qui a créé et contrôle la circulation de cette drogue. Il apprend alors qu'il n'a été que l'un des nombreux cobayes à avoir testé le MDT dans des conditions réelles, ses faits et gestes ayant été étudiés à des fins d'amélioration et d'étude du produit. Par la suite, il découvre également que le PDG de ce laboratoire n'est autre que le frère du secrétaire à la Défense des États-Unis, qui prônait l'invasion du Mexique.
À la fin du livre, la fusion qui concerne des entreprises du monde du divertissement et (non de l'énergie comme dans le film) sur laquelle travaillait Eddie avec Carl Van Loon a du plomb dans l'aile lorsqu'on découvre qu'Eddie a probablement tué Donatella Alvarez, l'épouse d'un célèbre peintre mexicain. Poursuivi par le FBI, et se sachant condamné sans sa dose quotidienne de MDT, il se cache dans un motel pour sa dernière nuit en vie et rédige ses mémoires (qui composent en fait le roman). À la toute fin, regardant à la télévision le président des États-Unis faire le point sur la situation mexicaine, Eddie comprend que le président aussi est sous l'emprise du MDT.